# Bukovčani
Bukovčani su naselje u Republici Hrvatskoj u Požeško-slavonskoj županiji, u sastavu grada Lipika.

## Zemljopis
Bukovčani se nalaze južno od Lipika na Psunju.

## Stanovništvo
Prema popisu stanovništva iz 2011. godine Bukovčani su imali 17 stanovnika.
| broj stanovnika | 224   | 204   | 182   | 233   | 244   | 299   | 328   | 338   | 277   | 294   | 275   | 210   | 185   | 149   | 36    | 17    | 14    |
|                 | 1857. | 1869. | 1880. | 1890. | 1900. | 1910. | 1921. | 1931. | 1948. | 1953. | 1961. | 1971. | 1981. | 1991. | 2001. | 2011. | 2021. |